# Krzysztof Wojdyga
Krzysztof Wojdyga (ur. 27 lipca 1951, zm. 23 marca 2023) – polski inżynier, profesor nauk technicznych. Specjalizował się w maszynach i urządzeniach energetycznych oraz w ciepłownictwie, ogrzewnictwie i wentylacji. Profesor i dziekan Wydziału Instalacji Budowlanych, Hydrotechniki i Inżynierii Politechniki Warszawskiej.

## Życiorys
Studia inżynierskie o specjalności maszyny i urządzenia energetyczne na Wydziale Mechanicznym Energetyki i Lotnictwa Politechniki Warszawskiej ukończył w 1976. Rok później, w 1977, został zatrudniony na Wydziale Inżynierii Środowiska PW, gdzie zdobywał kolejne awanse akademickie i pracował do końca życia.  
Doktoryzował się w 1985 na podstawie pracy pt. Metodyka pomiaru zmiennych strumieni cieplnych w przegrodach budowlanych (promotorem pracy był prof. Stanisław Mańkowski). Habilitował się w 2008 na podstawie oceny dorobku naukowego i rozprawy Prognozowanie zapotrzebowania na ciepło w miejskich systemach ciepłowniczych. Tytuł naukowy profesora nauk technicznych otrzymał w 2018. Pracował jako profesor nadzwyczajny w Zakładzie Systemów Ciepłowniczych i Gazowniczych Wydziału Instalacji Budowlanych, Hydrotechniki i Inżynierii Środowiska Politechniki Warszawskiej. 

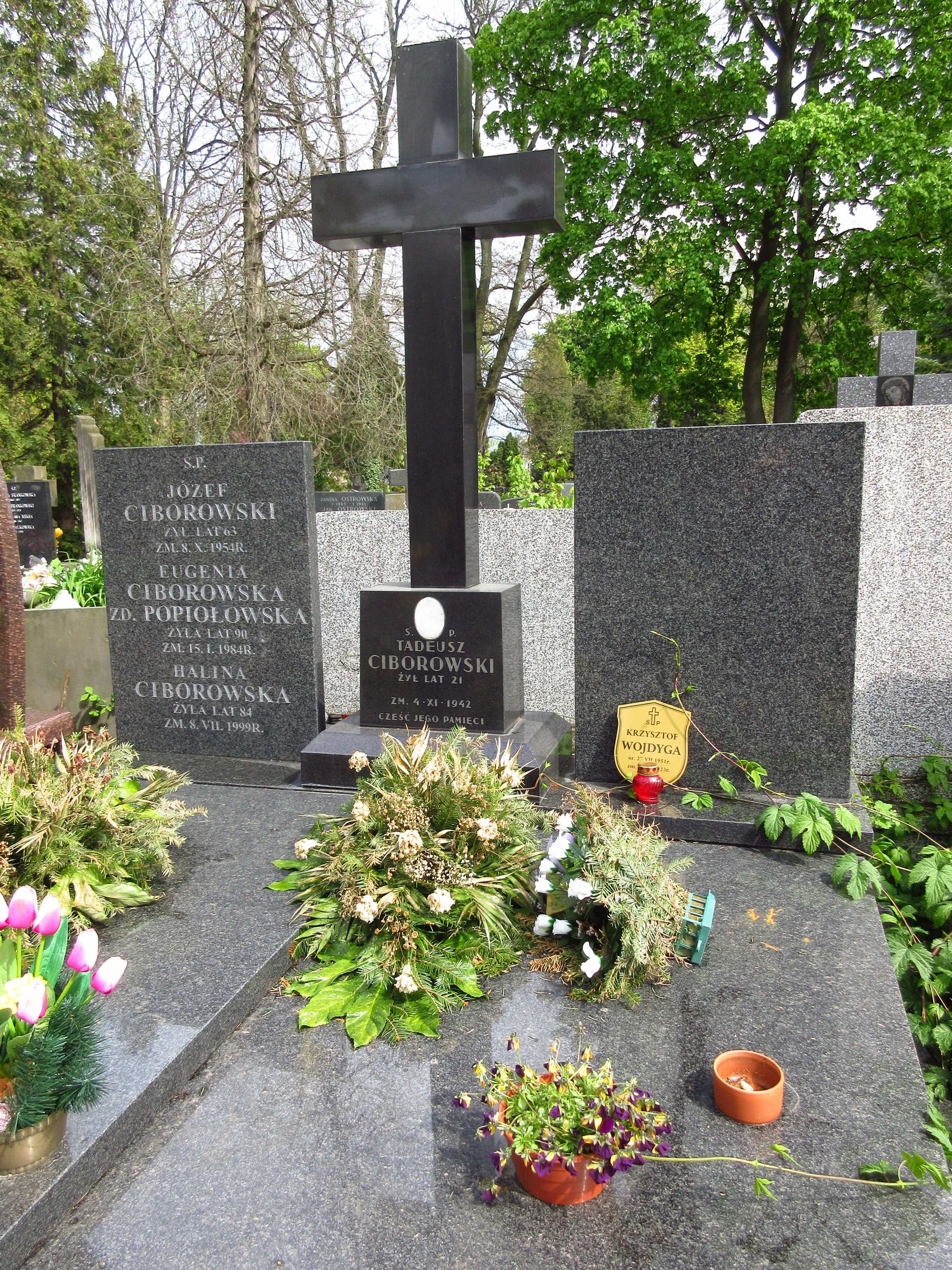
Grób profesora Krzysztofa Wojdygi na Cmentarzu Bródnowskim.

Prowadził zajęcia z sieci ciepłowniczych, ciepłownictwa i materiałoznawstwa. W pracy badawczej zajmował się takimi zagadnieniami jak: racjonalizacja pracy systemów ciepłowniczych (źródła ciepła, sieci ciepłownicze, węzły ciepłownicze oraz instalacje wewnętrzne); wzrost efektywności energetycznej obiektów budowlanych i przemysłowych oraz instalacji technologicznych w przemyśle, a także planowanie energetyczne na szczeblu krajowym i lokalnym oraz planowanie rozwoju przedsiębiorstw ciepłowniczych. Należał do Polskiego Zrzeszenia Inżynierów i Techników Sanitarnych (od 1987). Od 2002 pełnił funkcję wicedyrektora Uczelnianego Centrum Badawczego Energetyki i Ochrony Środowiska PW. Był członkiem Sekcji Ciepłownictwa i Klimatyzacji Komitetu Inżynierii Lądowej i Wodnej PAN w kadencji 2012-2014.
Współautor podręcznika pt. Urządzenia i konstrukcje mechaniczne. Projektowanie (wraz z M. Chorzelskim i W. Szadkowskim, wyd. 1981 i 1987). Swoje artykuły publikował w czasopismach naukowych i fachowych, m.in. w "Ciepłownictwie, Ogrzewnictwie, Wentylacji" oraz "Energy and Buildings". 
Pochowany na cmentarzu Bródnowskim w Warszawie (kwatera 12B-4-5).